# Armonia
Armonia (Harmoniafontein) is een artistiek kunstwerk in Amsterdam-Centrum.
Deze relatief kleine fontein met drinkwater werd ontworpen door Inti Hernandez (1976), van oorsprong Cubaans, maar sinds 2005 wonend en werkend vanuit Amsterdam. Het bronzen fonteintje staat opgesteld op het terrein Nieuwe Herengracht 16 (Corvershof) in bezit van de diaconie van de Protestantse Gemeente. De waterspuwer op een plateau staat in een patroon van enerzijds concentrische cirkels. Deze cirkels worden teruggevonden in de cirkels van stenen op de grond De straatstenen en –keien zijn daarbij afkomstig uit het naastgelegen gebouw en afkomstig uit het voormalige waterreservoir. Tegen de concentrische cirkels in zijn er bogen van baksteen te zien, die als golven tegen de cirkels aanbotsen; het weergeven van contact. De letters van Armora zijn terug te vinden in de afvoerputjes van de waterschaal, maar ook in het keienpatroon.  
De kunstenaar zag in dit project de gelegenheid mensen uit diverse richtingen, zowel letterlijk als figuurlijk, elkaar te ontmoeten en het gesprek aan te gaan om tot harmonie te komen. De ringen werden door Hernandez aangeduid als waterrimpelingen en/of energiebanen. Hernandez is gespecialiseerd in ontmoetingsplaatsen, dong al mee naar herinrichting onder CU2030 van het Vredenburgplein in Utrecht, maar dat werd gegund aan Jennifer Tee.